# Stylurus laurae
Stylurus laurae är en trollsländeart som beskrevs av Williamson 1932. Stylurus laurae ingår i släktet Stylurus och familjen flodtrollsländor. Inga underarter finns listade i Catalogue of Life.